# 被出賣的台灣 (電影)
《被出賣的臺灣》（英語：Formosa Betrayed），2009年美國電影，劇情以台灣白色恐怖時期為背景改編的故事，改編自江南案、陳文成命案、美麗島事件、林宅血案以及台灣問題等，類型屬政治驚悚。該片導演是亞當·肯恩（Adam Kane），由查理·斯特拉（Charlie Stratton），杨·塞谬尔（Yann Samuell），布萊恩·阿斯克維（Brian Askew），纳撒尼尔·君（Nathaniel Goodman）所編劇，刁毓能身兼編劇、製片、演員，場景設定於1983年的芝加哥與臺灣，主要故事描述一位不諳中文，對臺灣政治生態也不熟悉的聯邦調查局探員抵臺偵查一宗臺裔美籍教授的命案，以及臺灣政府的涉入，後來探員發現該謀殺案的內情遠超乎意料的複雜。基於成本考量，電影主要拍攝地點在泰國，臨時演員也由泰國當地招募，故劇中場景可見泰文的招牌，以及非臺灣腔調的中國話。但主角初到從機場坐車到市區時，街景卻是香港上環的雀仔橋。

## 題材背景
本片劇本靈感取材自四件真實事件，一個是關於1981年任教於美國卡内基梅隆大学的陳文成教授在臺灣被殺，第二個是1984年，記者劉宜良在加州被暗殺；第三個是1979年高雄美麗島事件及主事者之一林義雄住家被滅門的林宅血案；第四個則是臺灣戒嚴時期，中國國民黨派出黨員身份獲中山獎學金得主，赴國外留學時監控、記錄與攝影其他臺灣留學生的動態，彙集後回報國內情治機構，使當年許多臺灣留學生變成黑名單無法回國，即使能返國，留學生與家屬亦受到監控及困擾。

## 情節
本片劇情始於一名具有美國公民身分，對臺灣政府多所批評、並主張臺獨的臺籍教授溫明華（Joseph Forunda飾）遭到謀殺。聯邦調查局探員傑克·凱利（Jake Kelly，詹姆斯·范德比克飾）針對溫案進行調查。在他的搭檔湯姆·布雷斯頓（Tom Braxton）和芝加哥警探莉莎（莱斯利·霍普飾）的幫助下，認定這場命案係由一個名為「鐵血愛國者」的臺灣幫派所為。在詢問溫明華遺孀的過程中，得知了其目擊槍手為兩人一組行兇。詢問結束後，溫妻委託凱利代之向溫在臺灣的好友暨恩師－故宮博物院館長黃澧培博士問候。後來凱利探員與莉莎經由雜貨店老闆指認，得知了兩位命案兇手－吳大偉和李信紳入住的汽車旅館，兩人在前往緝捕的途中發生槍戰，造成兩名兇手逃逸。事後，凱利探員核對交易紀錄，發現二名兇手購買了前往臺北的機票，並已經成功由美國出境。
由於死者溫明華為美國公民，再加上溫案屬於跨國犯罪，聯邦調查局因此受到來自各方輿論及參議院議員的壓力。然而由於華府與中華民國沒有正式外交關係而無法引渡犯人，於是凱利被派往臺北觀察並協助中華民國政府的偵查工作。美國在台協會官員蘇珊·坎恩（温迪·古逊飾）在機場接待凱利，並由國民黨郭姓官員（馬志飾）、警政署羅局長及調查局的陳姓官員引導他參與調查。
抵達旅館後，凱利致電黃澧培博士，黃邀請凱利到一家餐廳。在那裏，凱利目睹了一名老先生被憲兵當成共匪逮捕。餐廳的老闆「明」（刁毓能飾）偷偷塞給凱利一張紙條，要其於翌日上午前往萬華車站。凱利離開餐廳後前往調查局，陳表示經過調查，溫明華為「竹虎幫」的角頭，並提供了經政府整理的黑幫份子名單。凱利向陳和到場的郭表示未在當中找到吳大偉和李信紳。郭用中文吩咐陳派遣手下去處理，隨即改以英文邀請凱利參加一場晚宴。在晚宴期間，一名名叫美星的女子進入凱利的房間，警告凱利電話已遭到竊聽，並表示自己是黃博士派來的。藉由美星的說明，凱利發現台北警方和憲兵已經包圍了吳大偉的藏匿之處，衝到現場的凱利發現陳的手下已經將吳大偉擊斃，隨即被憲兵架離現場。隔天，被坎恩保釋離開警局的凱利才了解臺灣軍警殺人滅口、使自己相信溫為黑道成員，並試圖將自己排除在偵查行動之外。
凱利抵達萬華車站後，打電話回芝加哥的分部向布雷斯頓表示事件的經過及自己的懷疑，然後看到了在大廳等候自己的明。兩人坐火車南下高雄，黃博士則在車站迎接他們。三人走在街上時，黃向凱利大概說明了國民政府接管臺灣後在臺的統治情形及高壓政策。隨後三人抵達了一個示威遊行的現場，許多群眾高舉臺灣獨立的標語。黃博士將溫教授寄給自己的一捲錄音帶交給凱利，要求其將之公開。之後鎮暴部隊包圍了現場，遭到憲兵打傷的兩人回到明位於臺北的家中，明表示自己是二二八事件受難者的後代，並向凱利述說自己對台灣政治局勢和溫案的看法。凱利則知道了錄音帶的內容是溫明華著作內容的口述，其中揭露了臺灣政府利用華人黑幫進行不法勾當的內幕。
凱利回到臺北的旅館後，被憲兵帶到一群臺灣官員和軍方高層的面前，並被要求說明自己如何到達吳大偉住處及高雄事件現場的來龍去脈。凱利向官員們表達自己受到的待遇，警政署羅署長則請凱利在隔天下午回國。凱利在抵達旅館後打電話到芝加哥表示自己認為臺灣政府涉入溫案，在講電話的途中，由街上商家的電視裡看到黃博士遇刺身亡的新聞。火速逃離的凱利一面擺脫台灣官員的追捕，一邊跟著明進入一間長老教會。在那裏，凱利發現美星與明實為兄妹關係，美星表示其安插在警備總部的內線獲知李信紳人在香港。之後警方抵達教會，將兩人押走。
在明遭到官方施以酷刑之時，凱利被帶到一位高階將領面前，這位將軍坦承刺殺溫的行動是來自台灣軍方的命令，並表示總統的兒子是「鐵血愛國者」的幕後最大資金來源之一，也揭露了台北當局藉由資助尼加拉瓜的反共叛軍，以換取華府對台軍售，坎恩也是促成此事的成員之一。此外，他也說明當前政權而言最大的威脅並非來自中共，而是來自追求民主自由的台灣群眾。最後，將軍表示李信紳已經對當局構成威脅，並說明李還在台北，國民黨打算買通李的手下以使之落網。與將軍告別後的凱利找到了明，卻發現明的妻子和女兒已經遭到滅口。凱利要求悲働的明協助自己找到李信紳。藏匿在俱樂部裡的李向兩人表示已經知道自己被當局盯上，並表示與其留在台灣等死，不如去美國法院碰碰運氣。在李說明之後，凱利了解最初國府雇用李信紳暗殺溫教授。最後凱利同意監護李信紳出境以換取情報，並向蘇珊·坎恩尋求協助。
凱利、明與李信紳於第二天抵達中正國際機場，準備與在安檢通口等候三人的坎恩碰面，卻在途中與機場駐軍發生衝突。在混亂之中，李信紳遭到一名狙擊手槍殺，明則被軍隊逮捕。坎恩將凱利拉到一個隔間內，憤怒的責問其事件原委。後來先前與凱利會晤的將軍抵達隔間，向凱利道別。回到聯邦調查局的凱利與上司因為了這件事情爆發口角。上司責備凱利在台的所作所為，凱利則表示自己加入聯邦調查局不是為了「觀察」美國公民被謀殺，憤而辭職。在全片的結尾，回到家中的凱利抄出錄音帶，帶中溫明華教授表示自己受到了國民黨政府派遣至美國各大學的職業學生的監視，同時也表示已經受夠了中華民國政府的作為、不能再保持沉默。

## 評價
《被出賣的台灣》在IMDb獲得6.1的評分；在爛番茄網站則獲得34%的評價。

## 外部連結
- 被出賣的台灣-電影官方Facebook粉絲團
- 互联网电影数据库（IMDb）上《被出賣的台灣》的资料（英文）
- 爛番茄上《被出賣的台灣》的資料（英文）